# 9 rưỡi tối
9 rưỡi tối (tiếng Anh: The Visit) là một bộ phim kinh dị found footage do M. Night Shyamalan đạo diễn và viết kịch bản, và có sự tham gia của Olivia DeJonge, Ed Oxenbould, Deanna Dunagan, Peter McRobbie và Kathryn Hahn. Phim khởi chiếu tại Việt Nam ngày 2 tháng 10 năm 2015.